# Palvak
Palvak är en sjö i Jokkmokks kommun i Lappland och ingår i Luleälvens huvudavrinningsområde. Sjön har en area på 0,569 kvadratkilometer och ligger 286,9 meter över havet.

## Delavrinningsområde
Palvak ingår i det delavrinningsområde (740472-164937) som SMHI kallar för Mynnar i Randijaure. Medelhöjden är 345 meter över havet och ytan är 15,95 kvadratkilometer. Det finns inga avrinningsområden uppströms utan avrinningsområdet är högsta punkten. Vattendraget som avvattnar avrinningsområdet har biflödesordning 3, vilket innebär att vattnet flödar genom totalt 3 vattendrag innan det når havet efter 217 kilometer. Avrinningsområdet består mestadels av skog (94 procent). Avrinningsområdet har 0,63 kvadratkilometer vattenytor vilket ger det en sjöprocent på 3,9 procent.